# Șîroke, Nîjnohirskîi
Șîroke (în ucraineană Широке) este un sat în comuna Zorkine din raionul Nîjnohirskîi, Republica Autonomă Crimeea, Ucraina.

## Demografie
Componența lingvistică a localității Șîroke
     Rusă (67,06%)
     Tătară crimeeană (20,24%)
     Ucraineană (12,7%)
Conform recensământului din 2001, majoritatea populației localității Șîroke era vorbitoare de rusă (67,06%), existând în minoritate și vorbitori de tătară crimeeană (20,24%) și ucraineană (12,7%).